# Commune van Besançon
De Commune van Besançon (in het Frans Commune de Besançon) was een revolutionair bestuur in de Franse stad Besançon in het jaar 1871. 
In de nasleep van de nederlaag in de Frans-Duitse Oorlog en de val van het Tweede Keizerrijk waren er socialistische milities die de macht grepen. Dit sprong in het oog bij de grootstedelijke Commune van Lyon en de bekendste, de Commune van Parijs, maar het voorbeeld werd nagevolgd in Besançon, waar de socialisten van de Franche-Comté aan het bewind kwamen. Gewapende Zwitsers kwamen hun geestesgenoten in Besançon ter hulp.
Tot januari 1871 had de centrale regering de handen meer dan vol aan het Beleg van Parijs, maar na de wapenstilstand trad op 19 februari 1871 een nieuwe, conservatieve regering aan, het eerste Kabinet-Dufaure. Dit sloeg de communes keihard neer. Deze militaire operatie liep vanaf 21 mei, de zondag waarmee de Semaine sanglante begon, de bloedige week. Anarchisten hoopten nog op het herstel van de Commune van Besançon doch hun groep viel uiteen eind 1871.